# Burg Nitra
Die Burg Nitra (slowakisch Nitriansky hrad, deutsch auch Neutraer Burg) befindet sich im Westen der Slowakei in der Stadt Nitra.

## Geschichte
Die Neutraer Burg wurde im 11. Jahrhundert an der Stelle einer mächtigen Burgstätte errichtet. Eine erste Burg wurde bereits zwischen dem 9. und 11. Jahrhundert erbaut und war der Sitz der Herrscher Großmährens Pribina und Svätopluk.
Dem Überfall der Tataren 1241 hielt sie stand; sie fiel aber im Jahr 1663 bei einem türkischen Angriff. Weite Teile der Burg stammen deswegen aus der Renaissance und dem Barock.
Die Festung wurde danach Bischofssitz des Bistums Nitra, was sie bis heute ist.

## Bau
Die Anlage besteht aus mehreren Teilen. Den Kern bildet die Kathedrale des heiligen Emmeram mit der Bischofsresidenz. Die Kirche des heiligen Emmeram ist der älteste erhaltene Teil der Kathedrale. Sie diente als der sogenannte glaubwürdige Ort des Kapitels und später als Schatzkammer der Kathedrale. Die ursprünglich gotische Oberkirche wurde in den Jahren 1333 bis 1335 errichtet; drei Jahrhunderte später folgte die Unterkirche. Besuchern fällt vor allem die äußere Befestigung des Burgareals auf. Einige Teile der Befestigung stammen aus der romanischen und gotischen Epoche.

## Turmlegende
Mit dem viereckigen Turm Vazilova veža (deutsch „Vazuls Turm“) ist eine Legende verbunden: Der Thronfolger und Neffe des ungarischen Königs Stephan I., Vazul (slowakisch Vasil), wurde im Turm gefangen gehalten. Aber seine Augen konnten den Ausblick nicht genießen, da sie ausgestochen worden waren; seine Ohren konnten nichts hören, denn seine Peiniger hatten Blei hineingegossen. Der Mönch Fulgentius habe deswegen einen schrecklichen Fluch ausgesprochen: Für die zwei erloschenen Augen des Fürsten Vasil, die wie zwei Sonnen schienen, fällt für zwei Tage Nacht über die Stadt. Alten Schriften zufolge war es in der Stadt tatsächlich zwei Tage lang dunkel, allerdings wegen einer Heuschreckenplage.

Haupttor
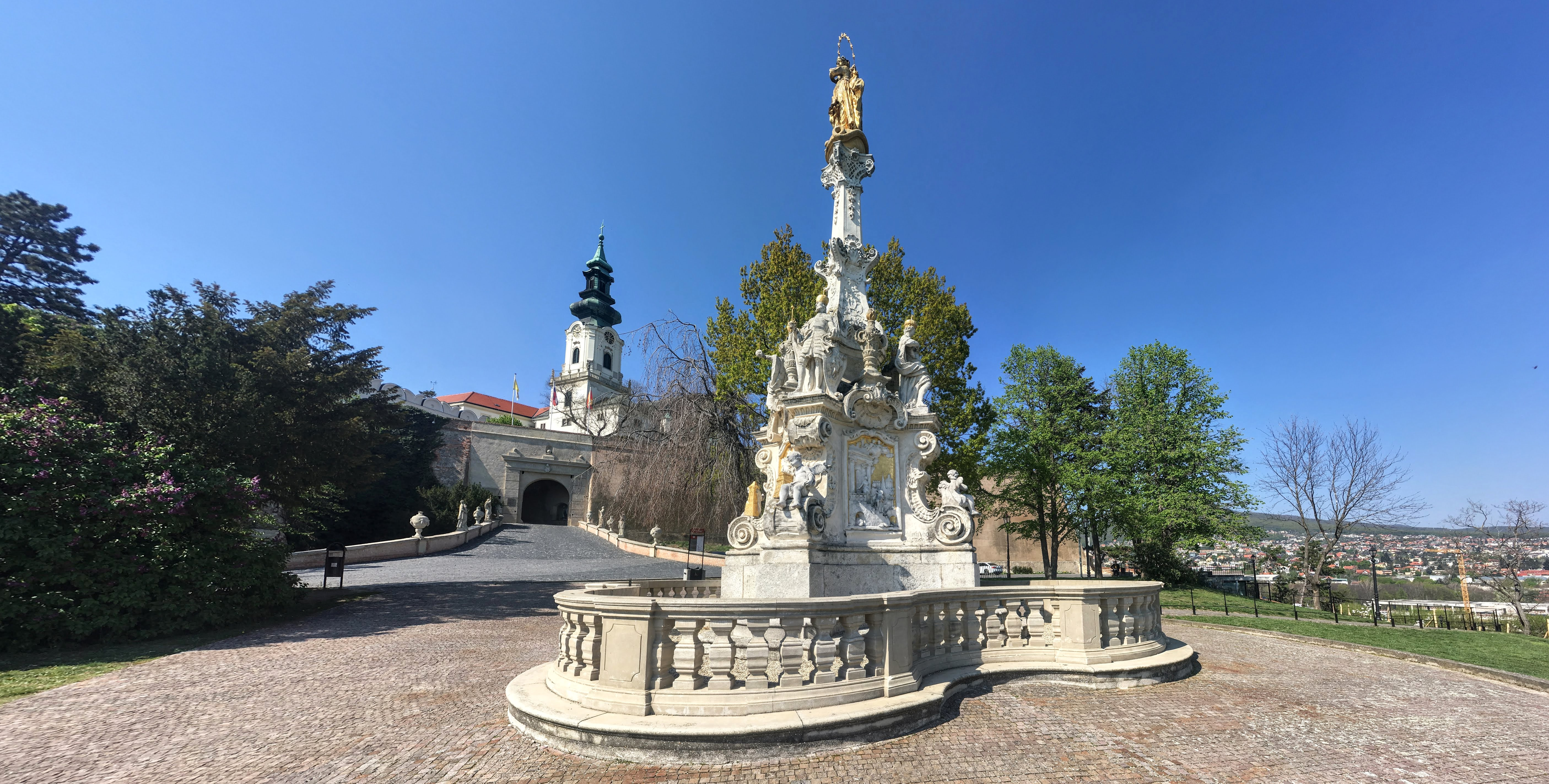
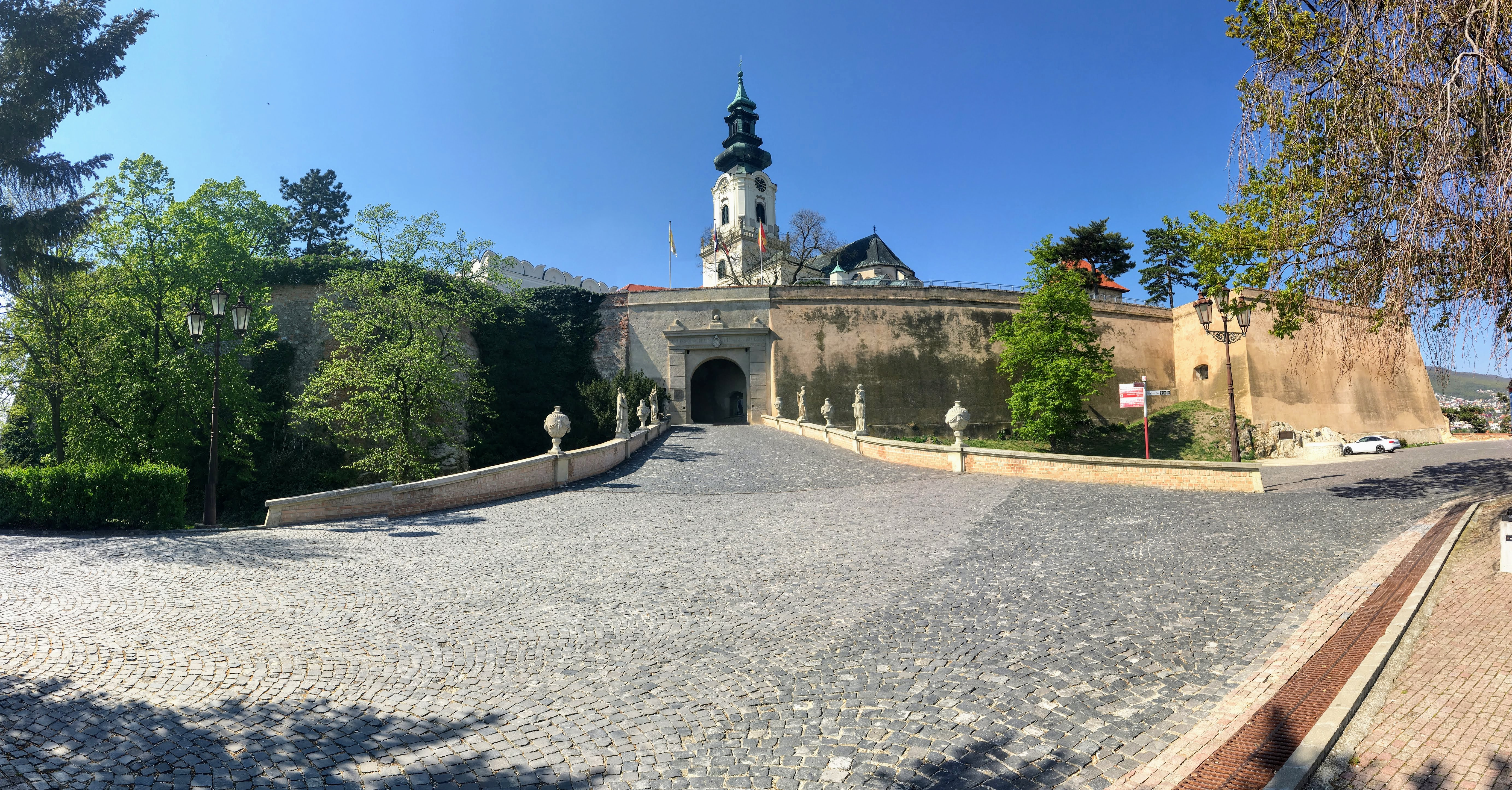
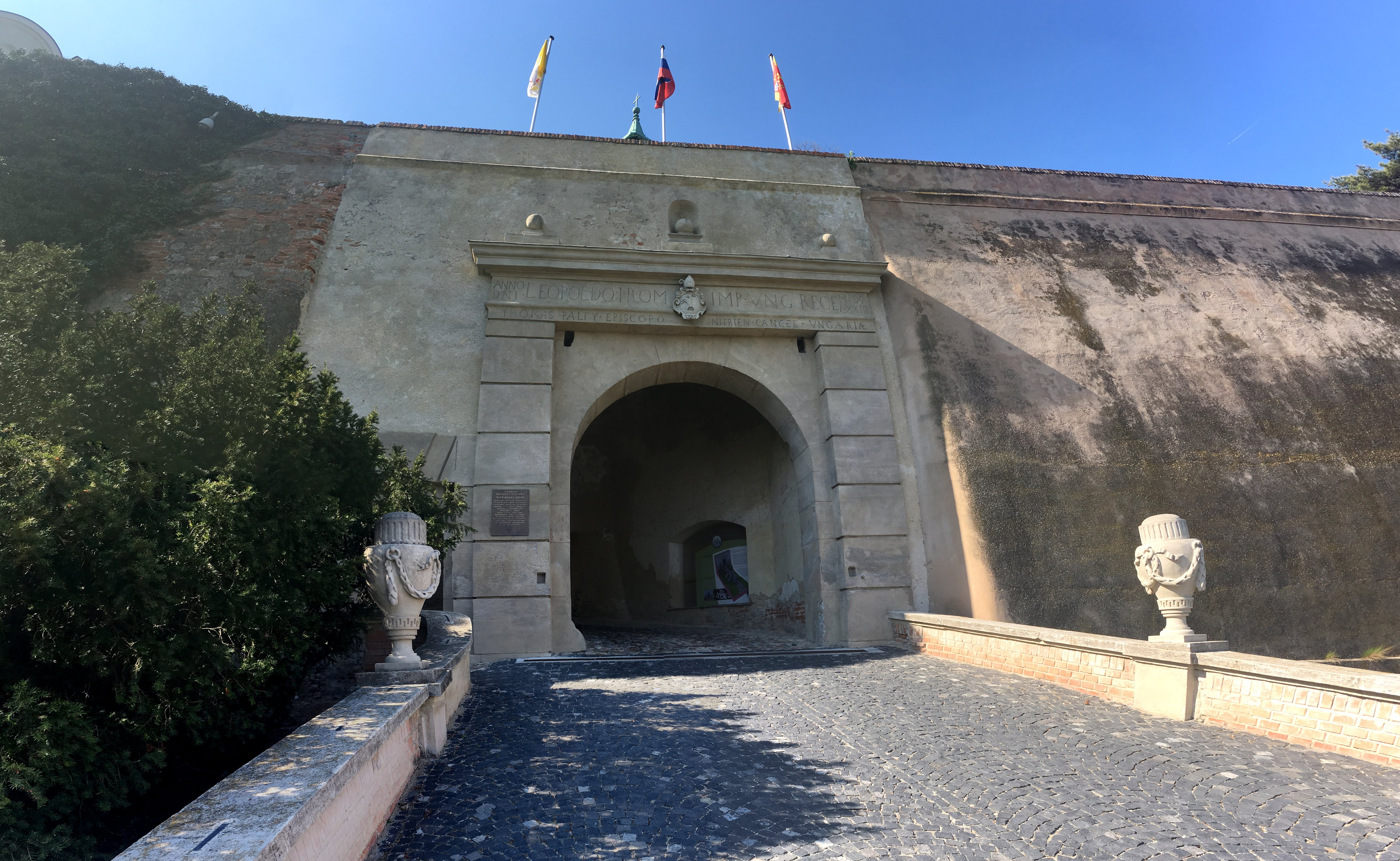